# Erich Rippl
Erich Rippl (* 22. Mai 1958 in Salzburg) ist ein österreichischer Politiker (SPÖ). Er war von Oktober 2009 bis Juni 2021 Abgeordneter zum Oberösterreichischen Landtag, seit 2003 ist er Bürgermeister der Gemeinde Lengau.

## Leben
Rippl besuchte zwischen 1964 und 1968 die Volksschule in Schneegattern und von 1968 bis 1972 die Hauptschule Straßwalchen. Danach absolvierte Rippl den Polytechnischen Lehrgang in Friedburg. Er erlernte in der Folge zwischen 1973 und 1977 den Beruf des Schlossers und Kupferschmieds und war in diesen Berufen bei der Firma Schwingenschlögel in Eugendorf beschäftigt. Zudem leistete er seinen Präsenzdienst ab und verbrachte einen halbjährigen UNO-Einsatz auf Zypern. Danach war Rippl von 1981 bis 2002 Bauleiter bei der Firma Injekta Rosenheim, danach war er von 2002 bis 2003 bei der Firma AMAG Ranshofen beschäftigt.
Rippl ist verheiratet und Vater eines Sohnes (* 1988).

## Politik
Rippl wurde 1997 zum Parteiobmann der SPÖ Lengau gewählt und übt seit 2003 das Amt des Bürgermeisters aus. Zudem ist er Obmann der Leaderregion Zukunft Oberinnviertel-Mattigtal und Obmann von Lengau. Ab dem 23. Oktober 2009 war Rippl Abgeordneter zum Oberösterreichischen Landtag. Am 17. Juni 2021 rückte Gabriele Knauseder für ihn im Landtag nach.

## Auszeichnungen
- 2022: Goldenes Ehrenzeichen des Landes Oberösterreich[3]